# Мамутов Валентин Карлович
Валенти́н Ка́рлович Мамутов (нар. 30 січня 1928 р., м. Одеса — 15 березня 2018, м. Донецьк) — український учений-юрист, дійсний член НАН України. Автор праць з питань управління суспільним виробництвом, господарського права. Директор Інституту економіко-правових досліджень НАН України.

## Життєпис
Народився 30 січня 1928 року в Одесі. 1949 року закінчив Свердловський юридичний інститут. Розпочав професійну діяльність у Державному арбітражі при виконкомі Свердловської обласної ради. 1954 року в журналі «Радянська держава і право» Мамутов публікує першу наукову статтю, в 1956 захистив кандидатську дисертацію. Очолював юридичні відділи Міністерства будівництва підприємств вугільної промисловості УРСР, Донецького раднаргоспу, Міністерства вугільної промисловості УРСР. Під його керівництвом у 1958-65 роках працювала правова секція техніко-економічної ради Донецького раднаргоспу.
У 1965 захистив докторську дисертацію, того ж року призначений заступником керівника Донецького відділення Інституту економіки АН УРСР. З 1969 року працює заступником директора Інституту економіки промисловості АН УРСР. 1972 року обраний членом-кореспондентом АН УРСР. У 1988 році — обраний академіком АН УРСР.
У січні 1992 згідно з постановою Президії АН України Мамутов організовує та очолює Інститут економіко-правових досліджень. Один з ініціаторів формування нової наукової та навчальної дисципліни — організація правової роботи в народному господарстві. Обґрунтував ідею чіткої регламентації обов'язків і встановлення вищого господарського органу перед підлеглими йому підприємствами, що входять у відповідну систему; ідея знайшла закріплення в Законі про підприємство. Виконав ряд робіт з проблем регіонального управління, правових питань технічного прогресу, правового забезпечення автоматизованих систем керування, впровадження передового досвіду, планування, участі трудящих в управлінні виробництвом, родинної оренди у сільському господарстві, рекреаційного забезпечення промисловості. Був одним з укладачів посібників, де вперше здійснено оригінальну систематизацію численних нормативних актів про господарські права підприємств і міністерств, а також співавтором реформаторських проєктів Основ господарського законодавства і Господарського кодексу, що готувалися у 1970-80-х роках. Протягом 1991—2002 років, виконуючи доручення Верховної Ради і Кабінету Міністрів України, керує роботою з підготовки проєкт Господарського (Комерційного) кодексу України.
Мамутов Валентин Карлович — автор більш як 500 наукових праць, з них 20 монографій, 4 підручників для вищих навчальних закладів. Під його керівництвом захищено понад 30 кандидатських і докторських дисертацій.

## Смерть
Помер 15 березня 2018 року у Донецьку на 91-му році життя.

## Нагороди та відзнаки
Нагороджений орденом Дружби народів, орденом Ярослава Мудрого V, IV та III ступенів, медаллю «За доблесну працю», Почесними грамотами Верховної Ради України. Почесний громадянин Донецька (2002).
З травня 2012 року — в складі Конституційної асамблеї.
З 2020 року Інститут економіко-правових досліджень НАН України, який Валентин Мамутов створив і де він був першим директором, має його ім'я.